# La soluzione sette per cento
La soluzione sette per cento (titolo originaleThe Seven-Per-Cent Solution: Being a Reprint from the Reminiscences of John H. Watson, M.D.) è il primo romanzo di Nicholas Meyer. Si tratta di un pastiche avente per protagonista il celebre investigatore Sherlock Holmes, pubblicato nel 1974. Dal romanzo venne tratto il film Sherlock Holmes: soluzione settepercento (1976).

## Trama
Nella primavera del 1891 il Dottor Watson, il vecchio amico e compagno di avventure di Sherlock Holmes, è molto preoccupato per lo stato di salute del suo ex coinquilino. L'uso di cocaina nel quale Holmes indulgeva di tanto in tanto si è trasformato in una vera e propria tossicodipendenza. Holmes ha sviluppato le allucinazioni paranoiche tipiche dello stato di intossicazione avanzata e si è convinto che un innocuo insegnante di matematica, il Professor Moriarty, sia in realtà il capo di una potentissima organizzazione criminale segreta.
Watson, alla ricerca di una cura per il suo amico, si imbatte in un articolo su una rivista scientifica, scritto da un giovane medico di Vienna, tale Sigmund Freud, che ha iniziato a studiare una cura per la dipendenza da cocaina dopo che egli stesso, sperimentando la droga su di sé, ne era stato vittima. In collaborazione con il fratello di Sherlock, Mycroft, Watson riesce con uno stratagemma a convincere Holmes a partire per Vienna facendogli credere di essere sulle tracce del professor Moriarty. Non senza difficoltà, Holmes viene convinto da Freud a sottoporsi a disintossicazione. Il detective però, privato dello stimolo della cocaina, diviene apatico e svogliato. Sarà solo la sfida di un caso criminale da risolvere, legato a una misteriosa paziente del dottor Freud vittima di amnesia, a restituirlo alla piena salute e al suo lavoro di investigatore.

## Opere derivate
Da questo romanzo venne tratto il film del 1976 Sherlock Holmes: soluzione settepercento, diretto da Herbert Ross e con Nicol Williamson nella parte di Sherlock Holmes, Robert Duvall in quella del dottor Watson e Alan Arkin nel ruolo del dottor Freud.

## Edizioni italiane
- Nicholas Meyer, La soluzione sette per cento. Primo quaderno delle memorie inedite del Dr. Watson, il fedele assistente di Sherlock Holmes, pubblicate a cura di Nicholas Meyer, traduzione di Argia Micchettoni, Collana Romanzi italiani e stranieri, Milano, Rizzoli, 1976. - Collana BUR n.278, Milano, Rizzoli, 1978; Club italiano dei lettori, 1976; CDE, 1979; Presentazione di Enrico Solito, Fabbri Editori, 2002; Collana Il Giallo Mondadori Sherlock n.33, maggio 2017.